# Final Fantasy II
Final Fantasy II (Japans: ファイナルファンタジーII, Fainaru Fantajī Tsū) is een RPG ontwikkeld en uitgegeven door Square voor de NES van Nintendo in 1988. Oorspronkelijk was het de bedoeling dat Final Fantasy II zou worden uitgebracht in Noord-Amerika door ofwel Square of de Amerikaanse afdeling van Nintendo. Dit werd niet gedaan, omdat het spel al te oud was geworden en toen werd Final Fantasy IV onder de naam Final Fantasy II uitgebracht. Final Fantasy II is meerdere malen herontwikkeld en heruitgebracht voor verscheidene spelcomputers en draagbare spelcomputers.

## Verhaal
Het verhaal gaat over vier jongeren van het koninkrijk Fynn genaamd Firion, Maria, Guy en Leon. Hun ouders werden gedood tijdens een invasie van het rijk Palamecia. De keizer van Palamecia heeft de demonen opgeroepen om de wereld te overheersen.
Terwijl ze vluchten van die invasie werden ze aangevallen en voor dood achtergelaten. Firion, Maria en Guy worden gered door prinses Hilda van Fynn. Zij had een rebellenbasis opgericht in het nabijgelegen dorp Altair. Ze verzetten zich dan tegen het rijk Palamecia.

## Platforms
| Jaar | Platform                             |
| ---- | ------------------------------------ |
| 1988 | NES                                  |
| 1991 | SNES                                 |
| 1997 | PlayStation                          |
| 2002 | WonderSwan Color                     |
| 2005 | Game Boy Advance                     |
| 2010 | Wii, iPhone                          |
| 2012 | Android, PS Vita, PSP, PlayStation 3 |
| 2014 | Nintendo 3DS                         |